# Hyalospheniidae
A Hyalospheniidae az Arcellinida Hyalospheniformes csoportjának szerves anyagból vagy szilikátrészecskékből – például Euglyphida-fajok házaiból – héjat létrehozó lebenyes amőbafajokból álló egyetlen kládja. Talajban és édesvízben élhet, és gyakori tőzeglápokban.
A középső devon után jelent meg mintegy 370 millió évvel ezelőtt. Fontos bioindikátor, melyet gyakran használnak környezeti mintavételekhez. Fosszíliáit a prehistorikus nedves földi környezetek paleoökológiai vizsgálatára használják. Besorolása többször változott a 19. századtól morfológiai jellemzők alapján. Eleinte a Nebelidaetől független család volt, filogenetikai elemzések igazolták e nevek szinonímiáját.

## Morfológia
Tagjai héjas amőbák – egysejtű amőboid fajok, melyek ásványi anyagból összetapadt héjakat hoznak létre. A héjak lehetnek tojás, körte, váza vagy palack alakúak, és laterálisan nyomottak. A héjszerkezet és -összetétel a kládon belül igen változó. Lehet teljesen a sejt által szekretált és szerves mátrixból álló (például Hyalosphenia) vagy szervetlen szilikátpikkelyeket tartalmazó. Ez utóbbiak lehetnek szintén saját szekréciók, vagy kis Euglyphida-fajokból vagy hasonló anyagból, például kovamoszatok héjaiból származók (például Apodera, Padaungiella, Nebela). A héjlemez-újrahasznosítás a „kleptoszkvamia”, és feltehetően ősi jellemző.

## Ökológia
A Hyalospheniidae fontos bioindikátor a környezeti elemzésekben. A környezetváltozásra, például a légszennyezésre való érzékenység a hidrológiai változások megbízható indikátorává teszi. Ez a héjak évezredeken át való megőrződésével együtt a tőzeg- és síklápok paleoklímájának rekonstrukciójában fontossá teszi.
E klád több gyakori, alaposan tanulmányozott Arcellinida-nemzetséget tartalmaz. Tagjai különösen oligotróf vizenyős területek ökoszisztémájában gyakoriak, például Sphagnum dominálta tőzeglápokban. Egyes fajai más mohákkal együtt, édesvízben vagy talajban is megtalálhatók. Bár több Hyalospheniidae-faj kozmopolita élőlény, sok faj elterjedése a déli féltekére és az északi trópusi övre korlátozódik.
Egy faj – a Hyalosphenia papilio – fotoszintetikus endoszimbiontákkal rendelkezik. E faj obligát mixotróf, és folyamatos együttélésben van a Trebouxiophyceae Chlorellaceae csoportjába tartozó valódi zöldmoszatokkal.

## Evolúció
A Hyalospheniidae a Tubulinea Arcellinida kládjának csoportja az eukarióták Amoebozoa főcsoportján belül. Rhizaria Cercozoa kládjának héjas fajaival szemben – például ide tartozik az Euglyphida – állábai vastagok, végük tompa. A Hyalospheniidae a Glutinoconcha csoport Hyalospheniformes taxonjának egyetlen kládja. Ez, mely az Arcellinida legtöbb faját tartalmazza, ásványi anyagokból álló összetapadt héjú ősből fejlődött ki, szemben a szerves héjú Organoconcha kláddal. A Hyalospheniformes és egy másik Glutinoconcha-klád, a Volnustoma xenoszómás (külső forrásból származó részecskékből álló) összetapadt héjú ősből fejlődött ki.
Molekuláris óra alapján korát 2015-ben mintegy 370 millió évre becsülték, vagyis a devon és a kora karbon közé helyezték. Ez alapján a Hyalospheniidae a középső devon után jelent meg, mikor az embriós növények diverzifikációja kiterjedt erdőket hozott létre jelentős szervesanyag- és talajképzéssel. A kleptoszkvamia – a Hyalospheniidae „pikkelylopása” a zsákmánytól, az Euglyphida-fajoktól, feltehetően ősi jellemző. E hipotézis a legtöbb Hyalospheniidae-fajban jelenlévő kleptoszkvamián alapul. A molekuláris óra mellett a 750 millió éves váza alakú mikrofosszíliákról is feltételezték, hogy e klád tagjai.

## Rendszertan

### Történet
Több kísérlet volt a Hyalospheniidae héjas amőbák közé sorolására és belső rendszertana kialakítására. Joseph Leidy, amerikai paleontológus 1874-ben a sejtek közös jellemzői alapján sorolta be. A váza alakú héjakat kis szilikátrészecskékből álló lemezekből és kis hasábokból állóként írta le szerves mátrixban, melyet az amőba által termeltként azonosított. E fajokat a Nebela nemzetségbe sorolta, elkülönítve a korábban ismert Difflugia nemzetségtől. Ez utóbbiakat külső testekből, például kvarchomokból és kovamoszathéjakból álló héjúként írta le.
1877-ben Franz Eilhard Schulze leírta a Hyalospheniidae, Arcellidae, Quadrulidae és Difflugidae kládokat. A homogén szerves héjú nemzetségek, például a Hyalosphenia a Hyalospheniidae, a Nebela a Difflugidae, a Quadrulella a Quadrulidae tagjai lettek.
1882-ben Taranek a Nebelidaet a szilikátlemezekből álló héjú amőbák, például a Nebela, Lesquereusia, Quadrulella, Amphizonella, Cochliopodium, Hyalosphenia, Leptochlamys, Zonomyxa és a később kivett Corythion csoportjaként írta le. E családot 1942-ben Jung módosította, ide sorolva 13, általa leírt nemzetséget (Alocodera, Apodera, Argynnia, Deflandria, Nebela, Leidyella, Penardiella, Physochila, Porosia, Pterygia, Quadrulella, Schaudinnia, Umbonaria). Azonban Jung nem határozott meg típusfajt besorolásában, érvénytelenítve minden 1-nél több fajú nemzetségét. Így csak monotipikus nemzetségeit, például az Alocoderát, a Physochilát és a Porosiát fogadták el, a többi nemzetség a Nebela része lett. Később típusfajok hozzárendelésével Alfred R. Loeblich és Helen Niña Tappan Loeblich 1961-ben az Apodera és Certesella, Vucetich 1974-ben az Argynnia nemzetséget érvényesítette.
Ralf Meisterfeld 2002-ben írta a klád utolsó kizárólag morfológiai alapú elemzését. A Nebelát és hasonló nemzetségeket 2 családba sorolt, az egyik a kitinszerű merev, szerves falú Hyalospheniidae, a másik a kis Euglyphida-fajokból vagy kovamoszat-töredékekből felépülő héjú Nebelidae (Apodera, Argynnia, Certesella, Nebela, Physochila, Porosia, Schoenbornia). Egy 1979-es csoportosítást követve a Quadrulellát a Lesquereusiidae kládba helyezte más, a sejt által szekretált hasábokkal rendelkező héjú Arcellinida-nemzetségekkel együtt.
Az Arcellinida első filogenetikai elemzése DNS-szekvenálással kimutatták, hogy a Nebela és a Nebelidae nem kládok – nem közös ősből eredő, más Hyalospheniidae-nemzetségeket nem tartalmazó csoportok. Az Apodera, a Porosia, a Nebela és a Hyalosphenia fajai a „Nebelidae-koronacsoportban” keveredtek. Ezért és a Hyalospheniidae ismertetőjegyeinek néhány Nebelidae-fajban való jelenléte miatt a két család az előbbi név alatt egymás szinonimája lett. Emellett számos korábbi Nebela-faj új monofiletikus nemzetségekbe került (például Padaungiella (2012), Cornutheca, Gibbocarina, Longinebela, Mrabella, Planocarina (2016), Alabasta (2018)).

### Csoportosítás
A klád jelenlegi rendszertana 14 nemzetséget és 87 fajt ismer el:
- Alabasta Duckert, Blandenier, Kosakyan et Singer 2018 – 3 faj[24]
- Alocodera Jung 1942[27] – 1 faj[28]
- Apodera Loeblich et Tappan 1961 – 4 faj[5][25]
- Certesella Loeblich et Tappan 1961 – 5 faj[29][30]
- Cornutheca Kosakyan, Lahr, Mulot, Meisterfeld, Mitchell et Lara 2016 – 3 faj[23]
- Gibbocarina Kosakyan, Lahr, Mulot, Meisterfeld, Mitchell et Lara 2016}} (=Umbonaria Jung, 1942}})[31]  – 3 faj[23][31]
- Hyalosphenia (Stein, 1857) Schulze 1877 – 18 faj[5]
- Longinebela Kosakyan, Lahr, Mulot, Meisterfeld, Mitchell et Lara 2016 – 5 faj[23][32]
- Mrabella Kosakyan, Lahr, Mulot, Meisterfeld, Mitchell & Lara, 2016 – 2 faj[23]
- Nebela Leidy, 1874 em. Kosakyan, Lahr, Mulot, Meisterfeld, Mitchell & Lara, 2016 – 13 faj[23]
- Padaungiella Lara et Todorov, 2012}} (=Schaudinnia Jung, 1942}})  – 5 faj[3]
- Planocarina Kosakyan, Lahr, Mulot, Meisterfeld, Mitchell & Lara, 2016 – 4 faj[23]
- Porosia Jung 1942[27] – 2 faj[26]
- Quadrulella Cockerell, 1909 em. Kosakyan, Lahr, Mulot, Meisterfeld, Mitchell & Lara, 2016 – 19 faj[5][23][33]

## Fordítás
Ez a szócikk részben vagy egészben  a   Hyalospheniidae című angol Wikipédia-szócikk ezen változatának fordításán alapul.  Az eredeti cikk szerkesztőit annak laptörténete sorolja fel. Ez a jelzés csupán a megfogalmazás eredetét és a szerzői jogokat jelzi, nem szolgál a cikkben szereplő információk forrásmegjelöléseként.